# Văn bản
Văn bản là một loại hình phương tiện để ghi nhận, lưu giữ và truyền đạt các thông tin từ chủ thể này sang chủ thể khác bằng ký hiệu gọi là chữ viết. Nó gồm tập hợp các câu có tính trọn vẹn về nội dung, hoàn chỉnh về hình thức, có tính liên kết chặt chẽ và hướng tới một mục tiêu giao tiếp nhất định. Hay nói khác đi, văn bản là một dạng sản phẩm của hoạt động giao tiếp bằng ngôn ngữ được thể hiện ở dạng viết trên một chất liệu nào đó (giấy, bia đá,...). Văn bản bao gồm các tài liệu, tư liệu, giấy tờ có giá trị pháp lý nhất định, được sử dụng trong hoạt động của các cơ quan Nhà nước, các tổ chức chính trị, chính trị - xã hội, các tổ chức kinh tế... như: các văn bản pháp luật, các công văn, tài liệu, giấy tờ.

## Một số loại văn bản
- Văn kiện
- Văn bản quy phạm pháp luật: Luật, Nghị định, Nghị quyết, Pháp lệnh, Thông tư, Quyết định, Chỉ thị
- Văn bản hành chính
- Bia đá
- Hợp đồng
- Hóa đơn
- Chứng chỉ, văn bằng (các loại bằng cấp)
- Séc
- Di chúc
- Điều lệ chính trị
- Tuyên ngôn độc lập